# Green Piano
Green Piano fue una banda de blues rock, rock and roll y rock progresivo, surgida en Sevilla (España) en 1969 y desaparecida en 1972.
Aparecida dentro de la explosión sevillana de finales de la década de 1960, en la estela de Smash y muy influidos por la escena británica, se les suele vincular con el rock andaluz, a pesar de que su música nunca contuvo elementos de raíz autóctona.
Estuvo integrado por Manolo Martínez (guitarras), Toño Moreno (bajo eléctrico) y José Martínez (batería), más el vocalista y armonicista, Marco. Colaboró con ellos, de forma muy activa, Ignacio Martínez (cantante), que tenía un programa de rock progresivo en la radio LVG-FM, pionera en la difusión de esta música.
Debido a la precariedad del sector discográfico español de la época, grabaron un solo sencillo para el sello discográfico catalán, Als 4 Vents, que incluyó los temas "Blues adventure" y "Strange ways".